# Hylotelephium
Hylotelephium, deutsch Waldfetthenne genannt, ist eine Pflanzengattung aus der Familie der Dickblattgewächse (Crassulaceae). Der botanische Name der Gattung leitet sich von den griechischen Wörtern ύλη hyle für „Wald“ und τηλέφιον telephion, einem Trivialnamen für einige der in offenen Wäldern wachsenden Arten, ab.

## Beschreibung

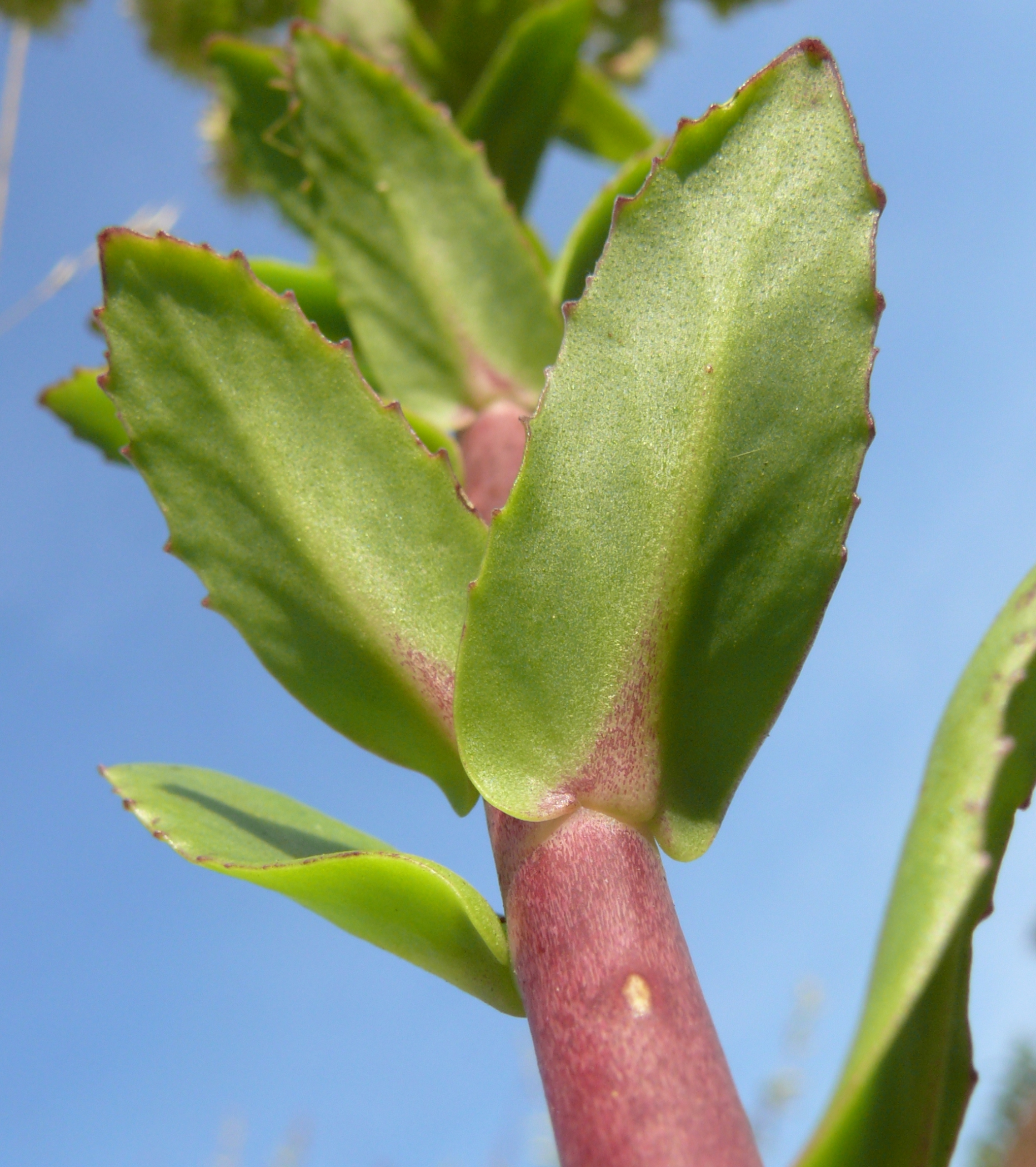
Sektion Hylotelephium: Große Fetthenne (Hylotelephium telephium subsp. maximum)

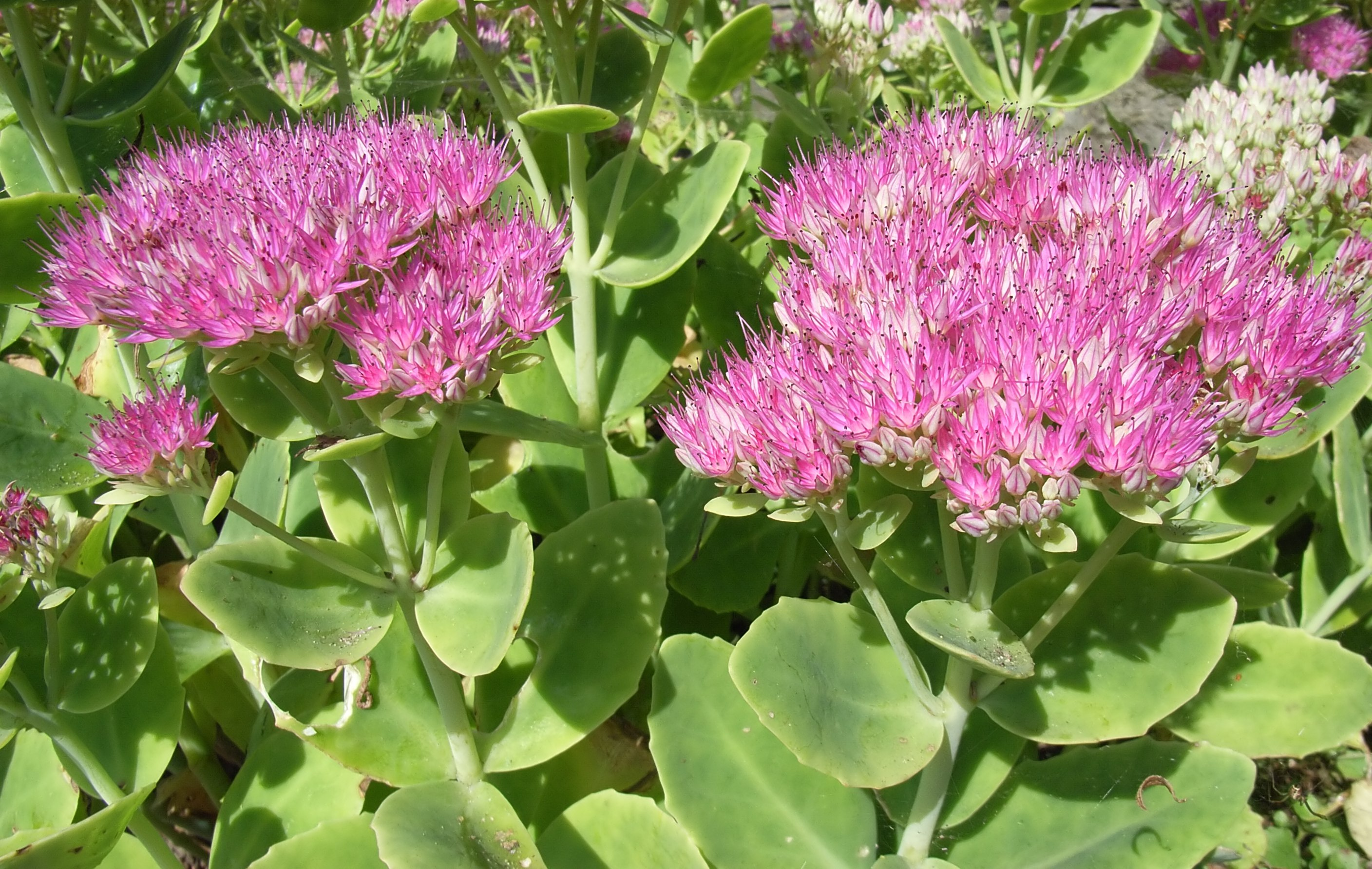
Sektion Hylotelephium: Prächtige Fetthenne (Hylotelephium spectabile)

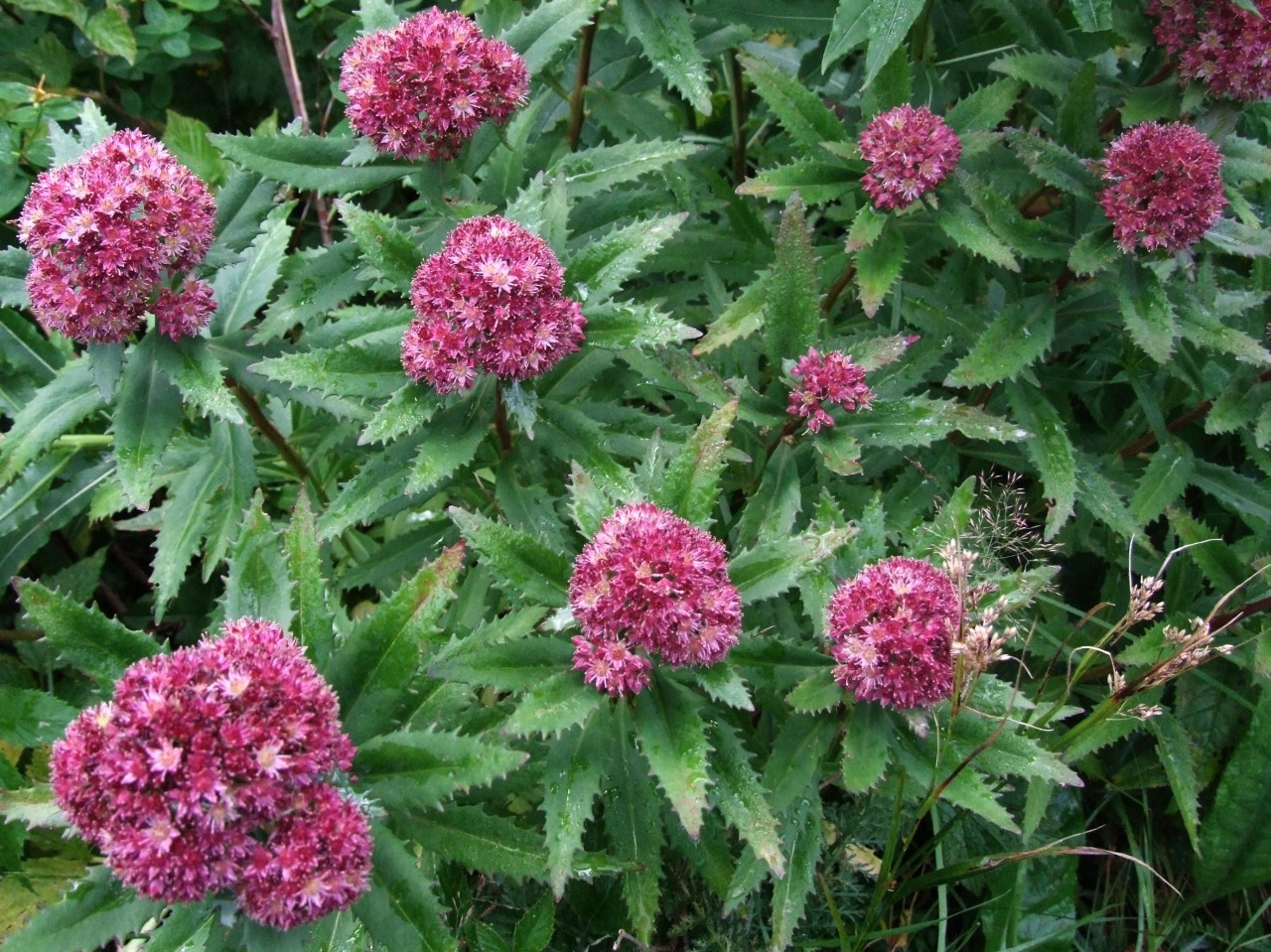
Sektion Hylotelephium: Berg-Fetthenne (Hylotelephium telephium subsp. fabaria)

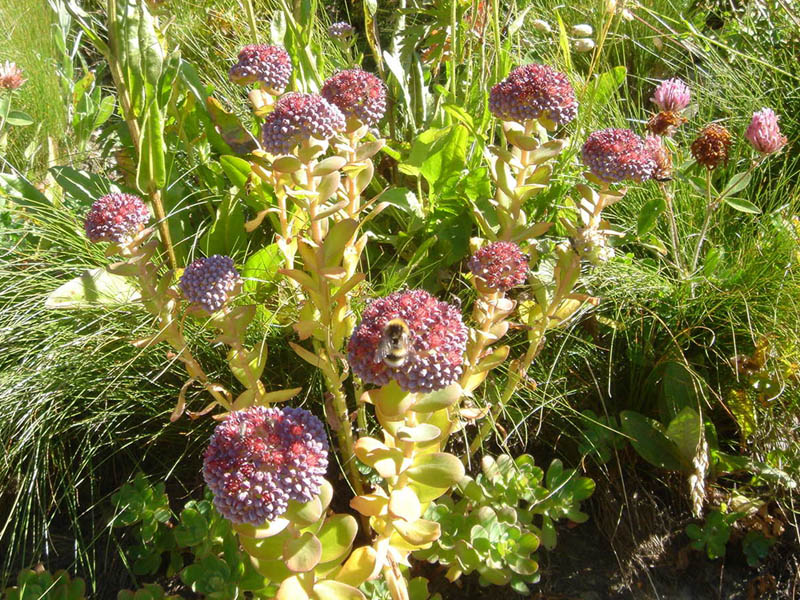
Sektion Sieboldia: Rundblättrige Fetthenne (Hylotelephium anacampseros)

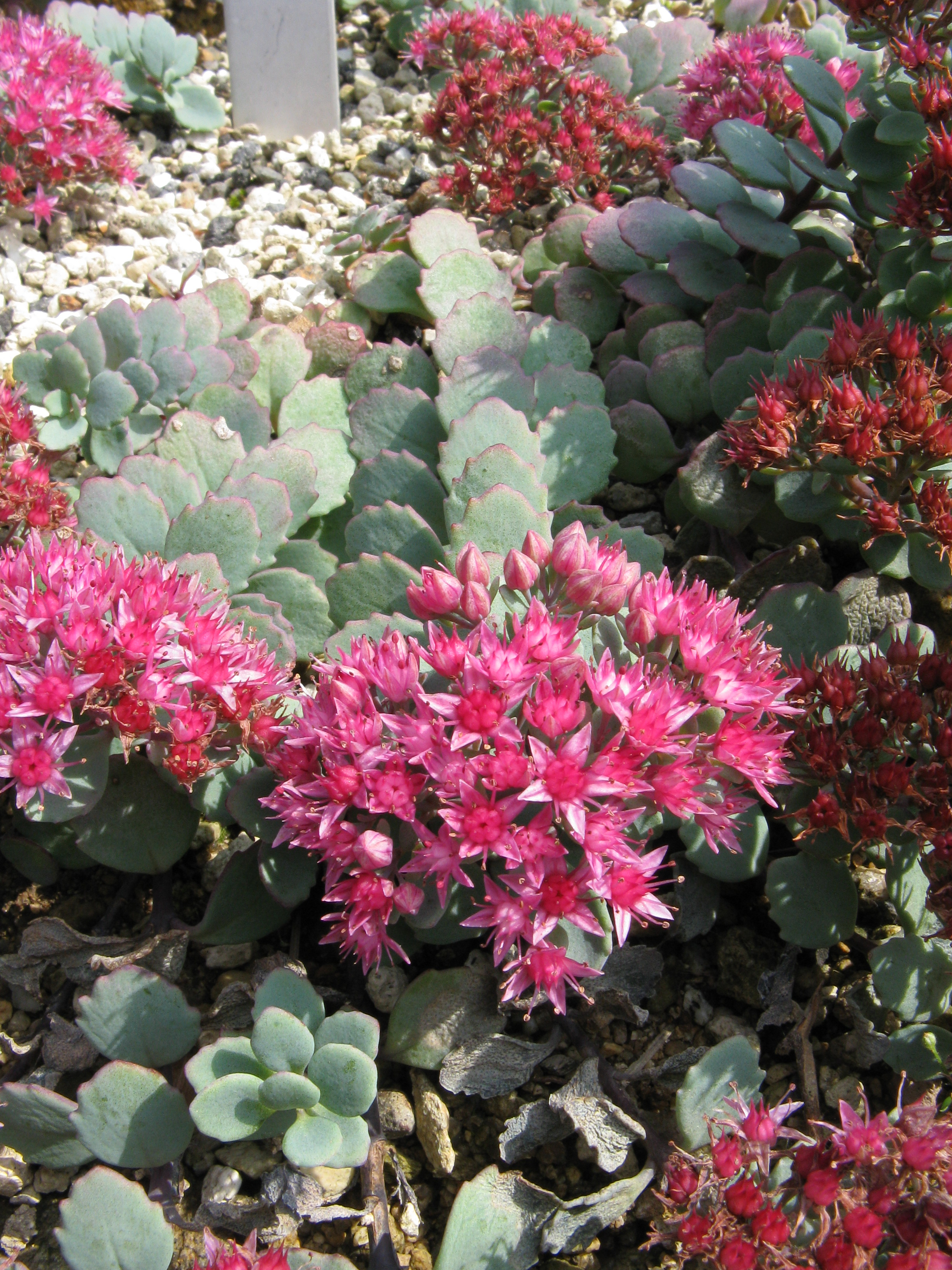
Sektion Sieboldia: Hylotelephium cauticola

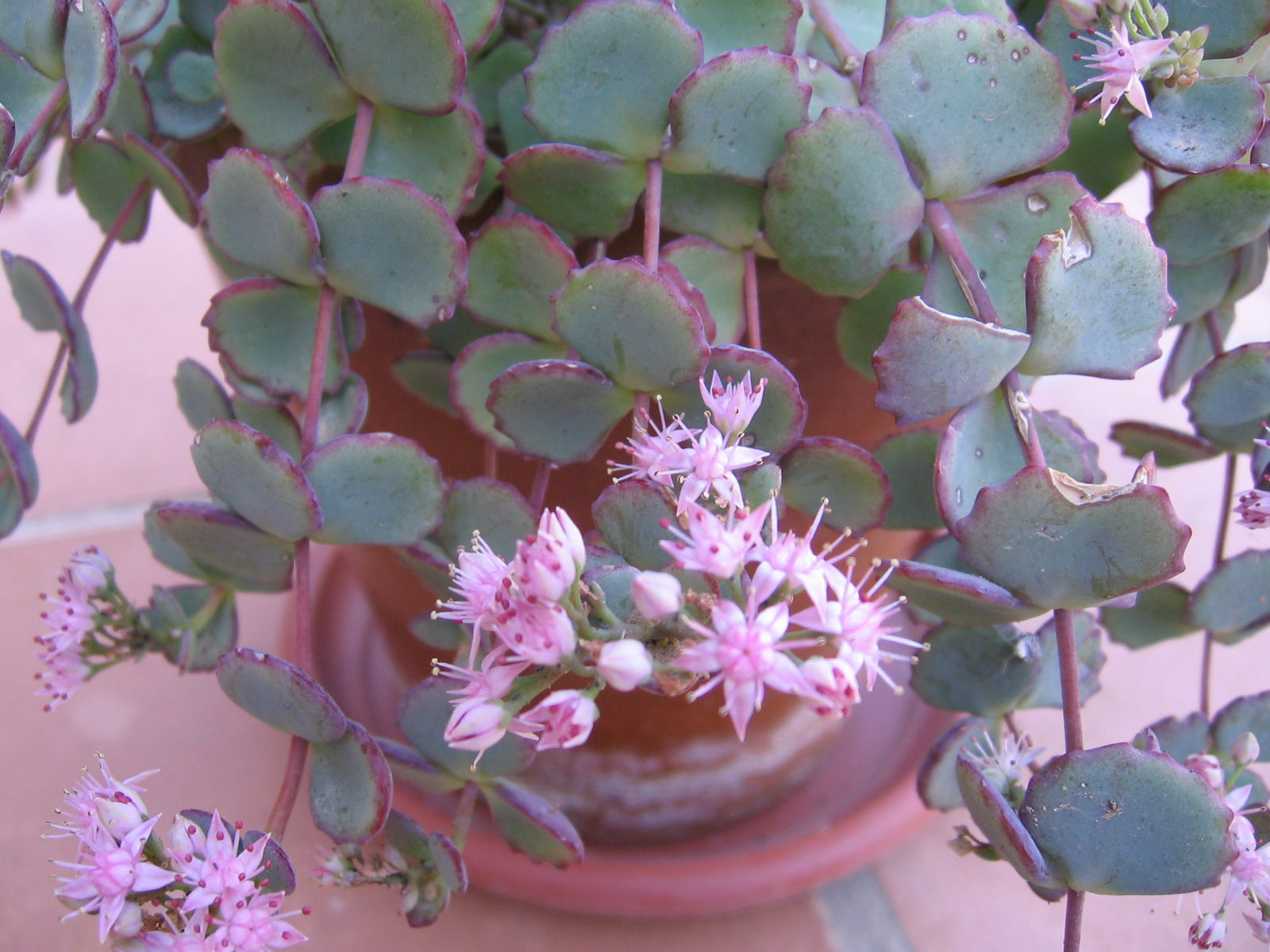
Sektion Sieboldia: Siebold-Fetthenne (Hylotephium sieboldii)

Die Arten der Gattung Hylotelephium sind ausdauernde, krautige, sukkulente Pflanzen mit einem meist fleischigen rübenartigen Wurzelstock. Einige asiatische Arten besitzen faserige oder hölzerne Wurzeln. Ihre breiten, flachen, dick krautigen Blätter sind ungespornt und sind wechsel- oder gegenständig angeordnet oder bilden Quirle von drei bis fünf Blättern.
Der Blütentrieb erscheint aus Adventivknospen des Wurzelstockes oder aus den basalen Knoten der Blütentriebe des Vorjahres. Die Blütentriebe sind meist mit zahlreichen Blättern besetzt. Einige Arten bilden zusätzliche sterile Triebe aus. Der vielblütige, dichte Blütenstand ist endständig und besteht aus zusammengesetzten Zymen, die zusammengesetzt oder von rispiger oder doldig-ebenstäußiger Form sind. Die Blüten sind zwittrig, gestielt und obdiplostemon. Sie sind in der Regel fünfzählig und nur selten vierzählig. Ihre grünen Kelchblätter sind etwas fleischig und an ihrer Basis nur wenig miteinander verwachsen. Die häutigen Kronblätter sind frei und immer länger als die Kelchblätter. Die Staubblätter stehen den Kronblättern gegenüber und sind an der Basis mit ihnen verwachsen. Ihre Staubfäden sind nicht papillös, die Staubbeutel sind basifix (d. h. an der Basis mit den Staubfäden verwachsen). Die kleinen Nektarschüppchen sind meist hellgelb. Die Fruchtblätter sind frei, an der Basis gestielt und an der Bauchseite nicht ausgebaucht. Ihre Plazenta liegt randlich, ihre anatropen Samenanlagen sind etwas ellipsoid. Der schlanke Griffel ist immer kürzer als der Fruchtknoten.
Die Frucht ist eine aufrechte, vielsamige Balgfrucht. Die darin enthaltenen Samen sind zylindrisch und etwa ein Millimeter groß. Ihre braune Samenschale ist zerbrechlich und winzig längs gestreift.

## Systematik und Verbreitung
Die Gattung Hylotelephium ist in Europa, im Kaukasus, in Sibirien, Ostasien und Nordamerika verbreitet.
Die Arten der Sedum-telephium-Gruppe wurden eine Zeit lang als Sektion (Sedum sect. Telephium Gray) und später als Untergattung (Sedum subgen. Telephium (Gray) R.T.Clausen) der Gattung Sedum geführt. 1977 schuf Hideaki Ohba (* 1943) aufgrund des andersartig aufgebauten Fruchtknotens sowie weiterer morphologischer Merkmale die Gattung Hylotelephium und ordnete ihr 28 Arten der Gattung Sedum zu.
Nach Hideaki Ohba wird die Gattung Hylotelephium in drei Sektionen mit folgenden Arten untergliedert:
- Sektion Hylotelephium
  - Hylotelephium angustum (Maxim.) H. Ohba: Sie kommt in zwei Varietäten in den chinesischen Provinzen Gansu, Hubei, Ningxia, Qinghai, Shaanxi, Shanxi, Sichuan und Yunnan in Höhenlagen zwischen 1400 und 3500 Metern Meereshöhe vor.[5]
  - Hylotelephium bonnafousii (Raym.-Hamet) H. Ohba: Sie kommt im westlichen Hubei und im östlichen Sichuan vor.[5]
  - Hylotelephium callichromum H. Ohba: Sie kommt in Kasachstan vor.[6]
  - Hylotelephium caucasicum (Grossh.) H. Ohba (Syn.: Sedum caucasicum (Grossh.) Boriss.), Heimat: Türkei, Kaukasus, Iran
  - Hylotelephium erythrostictum (Miq.) H. Ohba: Sie kommt in Japan, Korea, Russland und in China vor.[5]
  - Ewers-Fetthenne oder Ewers-Waldfetthenne[1] (Hylotelephium ewersii (Ledeb.) H. Ohba; Syn.: Sedum ewersii Ledeb.), Heimat: Sibirien, Zentralasien, Mongolei, China (Sinkiang), Himalaya, Afghanistan
  - Hylotelephium mingjinianum (S.H. Fu) H. Ohba: Sie kommt in den chinesischen Provinzen Anhui, Guangxi, Hubei, Hunan und Zhejiang vor.[5]
  - Hylotelephium mongolicum (Franchet) S.H. Fu: Sie kommt im nordöstlichen Hebei vor.[5]
  - Hylotelephium pallescens (Freyn) H. Ohba: Sie kommt in Russland, Japan, Korea, in der Mongolei und in China vor.[5]
  - Hylotelephium pseudospectabile (Praeger) S.H. Fu: Sie kommt in Hebei, Jilin, Liaoning und in Korea vor.[5]
  - Hylotelephium sordidum (Maxim.) H. Ohba: Sie kommt im nördlichen und zentralen Honshu vor.[6] Mit den Varietäten:
    - Hylotelephium sordidum var. oishii (Ohwi) H. Ohba & M. Amano
    - Hylotelephium sordidum var. sordidum

  - Prächtige Fetthenne, Prächtige Waldfetthenne[1] oder Schöne Fetthenne (Hylotelephium spectabile (Boreau) H. Ohba; Syn.: Sedum spectabile Boreau), Heimat: Korea, Mandschurei, China. Mit zwei Varietäten.
  - Hylotelephium subcapitatum (Hayata) H. Ohba: Sie kommt in Taiwan in Höhenlagen zwischen 3000 und 3900 Metern Meereshöhe vor.[5]
  - Hylotelephium tangchiense R.X. Meng: Sie kommt in der chinesischen Provinz Anhui vor.[5]
  - Hylotelephium tatarinowii (Maxim.) H. Ohba: Sie kommt in zwei Varietäten in China und in der Mongolei vor.[5]
  - Hylotelephium telephioides (Michx.) H. Ohba: Sie kommt in Europa, Russland, Kasachstan, Japan, China und in Nordamerika vor.[5]
  - Große Fetthenne oder Rote Waldfetthenne genannt[1] (Hylotelephium telephium (L.) H. Ohba; Syn.: Sedum telephium L.), mit den Unterarten:
    - Berg-Fetthenne (Hylotelephium telephium subsp. fabaria (W.D.J. Koch) H. Ohba; Syn.: Sedum fabaria W.D.J. Koch)
    - Große Fetthenne oder Große Waldfetthenne genannt[1](Hylotelephium telephium subsp. maximum (L.) Ohba; Syn.: Sedum maximum (L.) Hoffmann)
    - Hohe Fetthenne  (Hylotelephium telephium subsp. ruprechtii (Jalas) H. Ohba; Syn.: Sedum telephium L. subsp. ruprechtii Jalas)
    - Purpur-Fetthenne oder Purpur-Waldfetthenne genannt[1] (Hylotelephium telephium (L.) H. Ohba subsp. telephium; Syn.: Sedum telephium L. subsp. telephium; Sedum purpureum (L.) Link)

  - Hylotelephium uralense (Rupr.) V.V. Byalt: Sie kommt in Russland vor.[6]
  - Hylotelephium ussuriense H. Ohba: Sie kommt vom südlichen fernöstlichen Russland bis Korea vor.[6] Mit den Varietäten:
    - Hylotelephium ussuriense var. tsugaruense (H. Hara) H. Ohba
    - Hylotelephium ussuriense var. ussuriense

  - Hylotelephium verticillatum (L.) H. Ohba (Syn.: Hylotelephium viridescens (Nakai) H.Ohba:): Sie kommt in China, Korea, Japan und in Russland vor mit den Varietäten[5]:
    - Hylotelephium verticillatum var. lithophilos H. Ohba
    - Hylotelephium verticillatum var. verticillatum

  - Hylotelephium viride (Makino) H. Ohba: Sie kommt im südlichen und südlich-zentralen Japan vor.[6]
  - Hylotelephium viviparum (Maxim.) H. Ohba: Sie kommt in Russland, Korea und in den chinesischen Provinzen Jilin und Liaoning vor.[5]
- Sektion Sieboldia (H.Ohba) H.Ohba
  - Rundblättrige Fetthenne, auch Rundblättrige Waldfetthenne genannt[1] (Hylotelephium anacampseros (L.) H. Ohba; Syn.: Sedum anacampseros L.), Heimat: Gebirge Europas.
  - Hylotelephium cauticola (Praeger) H. Ohba (Syn.: Sedum cauticola Praeger), deutsch auch Japanische Waldfetthenne genannt[1]: Heimat: Japan
  - Hylotelephium cyaneum (Rudolph) H. Ohba (Syn.: Sedum cyaneum Rudolph); Heimat: Ostsibirien, Amurgebiet, Sachalin, Kamtschatka
  - Hylotelephium pluricaule H. Ohba (Syn.: Sedum pluricaule Kudô), Heimat: Amurgebiet, Sachalin, Japan
  - Siebold-Fetthenne oder Siebold-Waldfetthenne[1] (Hylotelephium sieboldii (Regel) H. Ohba), Heimat: Japan,  mit den Varietäten:
    - Hylotelephium sieboldii var. chinense H. Ohba
    - Hylotelephium sieboldii var. ettyuense (Tomida) H. Ohba
    - Hylotelephium sieboldii var. sieboldii
- Sektion Populisedum (A.Berger) H.Ohba
  - Zwergstrauch-Fetthenne (Hylotelephium populifolium (Pall.) H. Ohba; Syn.: Sedum populifolium Pall.); Heimat: Sibirien

Darüber hinaus gibt es noch die Hybride Hylotelephium × furusei H. Ohba.

## Verwendung
Viele Arten der Gattung werden als Zierpflanzen genutzt und sind frosthart. Sie sind ideale Pflanzen für die USDA-Klimazonen 3 bis 5.

## Nachweise